# Dilar nietneri
Dilar nietneri is een insect uit de familie van de Dilaridae, die tot de orde netvleugeligen (Neuroptera) behoort. 
Dilar nietneri is voor het eerst wetenschappelijk beschreven door Hagen in 1858.